# 宽叶白茅
宽叶白茅（学名：Imperata latifolia），为禾本科白茅属下的一个植物种。